# Monte Carlo Masters

Ehemaliges Logo

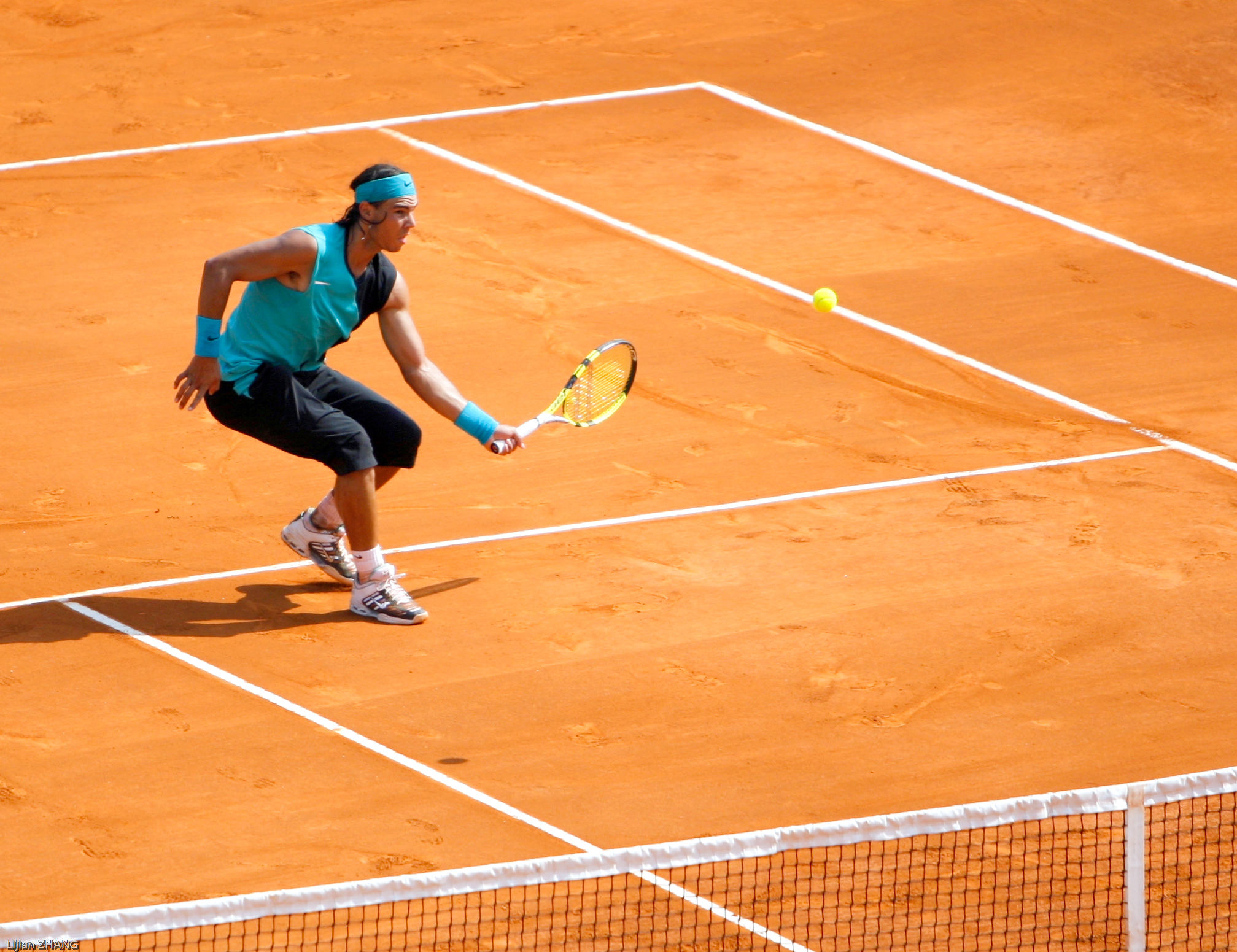
Rekordsieger Rafael Nadal auf dem Center Court, 2007

Das Monte Carlo Masters (offiziell seit 2009 Rolex Monte-Carlo Masters) ist im Turnierkalender der Herren alljährlich das dritte Tennisturnier der 1990 eingerichteten Masters Series und das erste von drei Masters-Turnieren auf Sand.
Das Traditionsturnier wurde erstmals 1897 veranstaltet und ist somit eines der ältesten und traditionsreichsten Tennisturniere weltweit. Mit dem Beginn der Open Era 1969 wurde es auch für Profis geöffnet. Es gehörte von Beginn an der Masters Series an und ist daher eines der prestigeträchtigsten Sandplatzturniere. 2007 war geplant, das Turnier – ähnlich dem traditionsreichen Masters am Hamburger Rothenbaum – im Rahmen einer großen Umstrukturierung der ATP Tour herabzustufen. Die Turnierleitung verklagte daraufhin die ATP und hatte – im Gegensatz zu Hamburg – Erfolg; das Turnier blieb Teil der Serie. Im Unterschied zu den anderen Masters-Turnieren besteht in Monte Carlo für Top-30-Spieler jedoch nicht die Pflicht, am Turnier teilzunehmen.
Obwohl von einer monegassischen Turnierleitung organisiert, findet das Turnier nicht in Monaco statt. Der Veranstaltungsort, der Monte Carlo Country Club, liegt in Roquebrune-Cap-Martin an der französisch-monegassischen Staatsgrenze auf französischem Boden.

## Siegerliste (Open Era)
Rekordsieger der Veranstaltung seit Beginn der Open Era ist Rafael Nadal mit elf Siegen, von denen er die ersten acht (2005–2012) in Folge erzielte, was ebenfalls einen Rekord in der Open Era darstellt. Ihm folgen Ilie Năstase, Björn Borg, Thomas Muster und Stefanos Tsitsipas mit je drei Siegen. Im Doppel gewannen die Bryan-Brüder Bob und Mike mit sechs Titeln am häufigsten. Turnierdirektor ist seit 2022 David Massey. Er folgte auf Željko Franulović, der das Turnier selbst 1970 gewann und von 2005 bis 2022 leitete.

### Einzel
| Jahr | Sieger                                                                                 | Finalgegner                                                                            | Finalergebnis                                                                          |
| ---- | -------------------------------------------------------------------------------------- | -------------------------------------------------------------------------------------- | -------------------------------------------------------------------------------------- |
| 2025 | Carlos Alcaraz                                                                         | Lorenzo Musetti                                                                        | 3:6, 6:1, 6:0                                                                          |
| 2024 | Stefanos Tsitsipas (3)                                                                 | Casper Ruud                                                                            | 6:1, 6:4                                                                               |
| 2023 | Andrei Rubljow                                                                         | Holger Rune                                                                            | 5:7, 6:2, 7:5                                                                          |
| 2022 | Stefanos Tsitsipas (2)                                                                 | Alejandro Davidovich Fokina                                                            | 6:3, 7:63                                                                              |
| 2021 | Stefanos Tsitsipas (1)                                                                 | Andrei Rubljow                                                                         | 6:3, 6:3                                                                               |
| 2020 | abgesagt                                                                               | abgesagt                                                                               | abgesagt                                                                               |
| 2019 | Fabio Fognini                                                                          | Dušan Lajović                                                                          | 6:3, 6:4                                                                               |
| 2018 | Rafael Nadal (11)                                                                      | Kei Nishikori                                                                          | 6:3, 6:2                                                                               |
| 2017 | Rafael Nadal (10)                                                                      | Albert Ramos Viñolas                                                                   | 6:1, 6:3                                                                               |
| 2016 | Rafael Nadal (9)                                                                       | Gaël Monfils                                                                           | 7:5, 5:7, 6:0                                                                          |
| 2015 | Novak Đoković (2)                                                                      | Tomáš Berdych                                                                          | 7:5, 4:6, 6:3                                                                          |
| 2014 | Stan Wawrinka                                                                          | Roger Federer                                                                          | 4:6, 7:65, 6:2                                                                         |
| 2013 | Novak Đoković (1)                                                                      | Rafael Nadal                                                                           | 6:2, 7:61                                                                              |
| 2012 | Rafael Nadal (8)                                                                       | Novak Đoković                                                                          | 6:3, 6:1                                                                               |
| 2011 | Rafael Nadal (7)                                                                       | David Ferrer                                                                           | 6:4, 7:5                                                                               |
| 2010 | Rafael Nadal (6)                                                                       | Fernando Verdasco                                                                      | 6:0, 6:1                                                                               |
| 2009 | Rafael Nadal (5)                                                                       | Novak Đoković                                                                          | 6:3, 2:6, 6:1                                                                          |
| 2008 | Rafael Nadal (4)                                                                       | Roger Federer                                                                          | 7:5, 7:5                                                                               |
| 2007 | Rafael Nadal (3)                                                                       | Roger Federer                                                                          | 6:4, 6:4                                                                               |
| 2006 | Rafael Nadal (2)                                                                       | Roger Federer                                                                          | 6:2, 6:72, 6:3, 7:65                                                                   |
| 2005 | Rafael Nadal (1)                                                                       | Guillermo Coria                                                                        | 6:3, 6:1, 0:6, 7:5                                                                     |
| 2004 | Guillermo Coria                                                                        | Rainer Schüttler                                                                       | 6:2, 6:1, 6:3                                                                          |
| 2003 | Juan Carlos Ferrero (2)                                                                | Guillermo Coria                                                                        | 6:2, 6:2                                                                               |
| 2002 | Juan Carlos Ferrero (1)                                                                | Carlos Moyá                                                                            | 7:5, 6:3, 6:4                                                                          |
| 2001 | Gustavo Kuerten (2)                                                                    | Hicham Arazi                                                                           | 6:3, 6:2, 6:4                                                                          |
| 2000 | Cédric Pioline                                                                         | Dominik Hrbatý                                                                         | 6:4, 7:63, 7:66                                                                        |
| 1999 | Gustavo Kuerten (1)                                                                    | Marcelo Ríos                                                                           | 6:4, 2:1 aufgg.                                                                        |
| 1998 | Carlos Moyá                                                                            | Cédric Pioline                                                                         | 6:3, 6:0, 7:5                                                                          |
| 1997 | Marcelo Ríos                                                                           | Àlex Corretja                                                                          | 6:4, 6:3, 6:3                                                                          |
| 1996 | Thomas Muster (3)                                                                      | Albert Costa                                                                           | 6:3, 5:7, 4:6, 6:3, 6:2                                                                |
| 1995 | Thomas Muster (2)                                                                      | Boris Becker                                                                           | 4:6, 5:7, 6:1, 7:66, 6:0                                                               |
| 1994 | Andrij Medwedjew                                                                       | Sergi Bruguera                                                                         | 7:5, 6:1, 6:3                                                                          |
| 1993 | Sergi Bruguera (2)                                                                     | Cédric Pioline                                                                         | 7:62, 6:0                                                                              |
| 1992 | Thomas Muster (1)                                                                      | Aaron Krickstein                                                                       | 6:3, 6:1, 6:3                                                                          |
| 1991 | Sergi Bruguera (1)                                                                     | Boris Becker                                                                           | 5:7, 6:4, 7:66, 7:64                                                                   |
| 1990 | Andrei Tschesnokow                                                                     | Thomas Muster                                                                          | 7:5, 6:3, 6:3                                                                          |
| 1989 | Alberto Mancini                                                                        | Boris Becker                                                                           | 7:5, 2:6, 7:6, 7:5                                                                     |
| 1988 | Ivan Lendl (2)                                                                         | Martín Jaite                                                                           | 5:7, 6:4, 7:5, 6:3                                                                     |
| 1987 | Mats Wilander (2)                                                                      | Jimmy Arias                                                                            | 4:6, 7:5, 6:1, 6:3                                                                     |
| 1986 | Joakim Nyström                                                                         | Yannick Noah                                                                           | 6:3, 6:2                                                                               |
| 1985 | Ivan Lendl (1)                                                                         | Mats Wilander                                                                          | 6:1, 6:3, 4:6, 6:4                                                                     |
| 1984 | Henrik Sundström                                                                       | Mats Wilander                                                                          | 6:3, 7:5, 6:2                                                                          |
| 1983 | Mats Wilander (1)                                                                      | Mel Purcell                                                                            | 6:1, 6:2, 6:3                                                                          |
| 1982 | Guillermo Vilas (2)                                                                    | Ivan Lendl                                                                             | 6:1, 7:6, 6:3                                                                          |
| 1981 | Wegen Regens beim Stand von 5:5 abgebrochen Finalisten: Guillermo Vilas, Jimmy Connors | Wegen Regens beim Stand von 5:5 abgebrochen Finalisten: Guillermo Vilas, Jimmy Connors | Wegen Regens beim Stand von 5:5 abgebrochen Finalisten: Guillermo Vilas, Jimmy Connors |
| 1980 | Björn Borg (3)                                                                         | Guillermo Vilas                                                                        | 6:1, 6:0, 6:2                                                                          |
| 1979 | Björn Borg (2)                                                                         | Vitas Gerulaitis                                                                       | 6:2, 6:1, 6:3                                                                          |
| 1978 | Raúl Ramírez                                                                           | Tomáš Šmíd                                                                             | 6:3, 6:3, 6:4                                                                          |
| 1977 | Björn Borg (1)                                                                         | Corrado Barazzutti                                                                     | 6:3, 7:5, 6:0                                                                          |
| 1976 | Guillermo Vilas (1)                                                                    | Wojciech Fibak                                                                         | 6:1, 6:1, 6:4                                                                          |
| 1975 | Manuel Orantes                                                                         | Bob Hewitt                                                                             | 6:2, 6:4                                                                               |
| 1974 | Andrew Pattison                                                                        | Ilie Năstase                                                                           | 5:7, 6:3, 6:4                                                                          |
| 1973 | Ilie Năstase (3)                                                                       | Björn Borg                                                                             | 6:4, 6:1, 6:2                                                                          |
| 1972 | Ilie Năstase (2)                                                                       | František Pála                                                                         | 6:1, 6:0, 6:3                                                                          |
| 1971 | Ilie Năstase (1)                                                                       | Tom Okker                                                                              | 3:6, 8:6, 6:1, 6:1                                                                     |
| 1970 | Željko Franulović                                                                      | Manuel Orantes                                                                         | 6:4, 6:3, 6:3                                                                          |
| 1969 | Tom Okker                                                                              | John Newcombe                                                                          | 8:10, 6:1, 7:5, 6:3                                                                    |

### Doppel
| Jahr | Sieger                                 | Finalgegner                       | Finalergebnis           |
| ---- | -------------------------------------- | --------------------------------- | ----------------------- |
| 2025 | Romain Arneodo Manuel Guinard          | Julian Cash Lloyd Glasspool       | 1:6, 7:68, [10:8]       |
| 2024 | Sander Gillé Joran Vliegen             | Marcelo Melo Alexander Zverev     | 5:7, 6:3, [10:5]        |
| 2023 | Ivan Dodig Austin Krajicek             | Romain Arneodo Sam Weissborn      | 6:0, 4:6, [14:12]       |
| 2022 | Rajeev Ram Joe Salisbury               | Juan Sebastián Cabal Robert Farah | 6:4, 3:6, [10:7]        |
| 2021 | Nikola Mektić (2) Mate Pavić           | Daniel Evans Neal Skupski         | 6:3, 4:6, [10:7]        |
| 2020 | abgesagt                               | abgesagt                          | abgesagt                |
| 2019 | Nikola Mektić (1) Franko Škugor        | Robin Haase Wesley Koolhof        | 6:73, 7:63, [11:9]      |
| 2018 | Bob Bryan (6) Mike Bryan (6)           | Oliver Marach Mate Pavić          | 7:65, 6:3               |
| 2017 | Rohan Bopanna Pablo Cuevas             | Feliciano López Marc López        | 6:3, 3:6, [10:4]        |
| 2016 | Pierre-Hugues Herbert Nicolas Mahut    | Jamie Murray Bruno Soares         | 4:6, 6:0, [10:6]        |
| 2015 | Bob Bryan (5) Mike Bryan (5)           | Simone Bolelli Fabio Fognini      | 7:63, 6:1               |
| 2014 | Bob Bryan (4) Mike Bryan (4)           | Ivan Dodig Marcelo Melo           | 6:3, 3:6, [10:8]        |
| 2013 | Julien Benneteau Nenad Zimonjić (5)    | Bob Bryan Mike Bryan              | 4:6, 7:64, [14:12]      |
| 2012 | Bob Bryan (3) Mike Bryan (3)           | Maks Mirny Daniel Nestor          | 6:2, 6:3                |
| 2011 | Bob Bryan (2) Mike Bryan (2)           | Juan Ignacio Chela Bruno Soares   | 6:3, 6:2                |
| 2010 | Daniel Nestor (2) Nenad Zimonjić (4)   | Mahesh Bhupathi Maks Mirny        | 6:3, 2:0 aufgg.         |
| 2009 | Daniel Nestor (1) Nenad Zimonjić (3)   | Bob Bryan Mike Bryan              | 6:1, 6:4                |
| 2008 | Rafael Nadal Tommy Robredo             | Mahesh Bhupathi Mark Knowles      | 6:3, 6:3                |
| 2007 | Bob Bryan (1) Mike Bryan (1)           | Julien Benneteau Richard Gasquet  | 6:2, 6:1                |
| 2006 | Jonas Björkman (3) Maks Mirny (2)      | Fabrice Santoro Nenad Zimonjić    | 6:2, 7:62               |
| 2005 | Leander Paes Nenad Zimonjić (2)        | Bob Bryan Mike Bryan              | kampflos                |
| 2004 | Tim Henman (2) Nenad Zimonjić (1)      | Gastón Etlis Martín Rodríguez     | 7:5, 6:2                |
| 2003 | Mahesh Bhupathi Maks Mirny (1)         | Michaël Llodra Fabrice Santoro    | 6:4, 3:6, 7:66          |
| 2002 | Jonas Björkman (2) Todd Woodbridge (2) | Paul Haarhuis Jewgeni Kafelnikow  | 6:3, 3:6, [10:7]        |
| 2001 | Jonas Björkman (1) Todd Woodbridge (1) | Joshua Eagle Andrew Florent       | 3:6, 6:4, 6:2           |
| 2000 | Wayne Ferreira Jewgeni Kafelnikow      | Paul Haarhuis Sandon Stolle       | 6:3, 2:6, 6:1           |
| 1999 | Olivier Delaître Tim Henman (1)        | Jiří Novák David Rikl             | 6:2, 6:3                |
| 1998 | Jacco Eltingh (2) Paul Haarhuis (2)    | Todd Woodbridge Mark Woodforde    | 6:4, 6:2                |
| 1997 | Donald Johnson Francisco Montana       | Jacco Eltingh Paul Haarhuis       | 7:6, 2:6, 7:6           |
| 1996 | Ellis Ferreira Jan Siemerink           | Jonas Björkman Nicklas Kulti      | 2:6, 6:3, 6:2           |
| 1995 | Jacco Eltingh (1) Paul Haarhuis (1)    | Luis Lobo Javier Sánchez          | 6:3, 6:4                |
| 1994 | Nicklas Kulti Magnus Larsson           | Jewgeni Kafelnikow Daniel Vacek   | 3:6, 7:6, 6:4           |
| 1993 | Stefan Edberg Petr Korda (2)           | Paul Haarhuis Mark Koevermans     | 3:6, 6:2, 7:6           |
| 1992 | Boris Becker Michael Stich             | Petr Korda Karel Nováček          | 6:4, 6:4                |
| 1991 | Luke Jensen Laurie Warder              | Paul Haarhuis Mark Koevermans     | 5:7, 7:6, 6:4           |
| 1990 | Petr Korda (1) Tomáš Šmíd (4)          | Andrés Gómez Javier Sánchez       | 6:4, 7:6                |
| 1989 | Tomáš Šmíd (3) Mark Woodforde          | Paolo Canè Diego Nargiso          | 1:6, 6:4, 6:2           |
| 1988 | Sergio Casal Emilio Sánchez Vicario    | Henri Leconte Ivan Lendl          | 6:1, 6:3                |
| 1987 | Hans Gildemeister Andrés Gómez         | Mansour Bahrami Michael Mortensen | 6:2, 6:4                |
| 1986 | Guy Forget Yannick Noah                | Joakim Nyström Mats Wilander      | 6:4, 3:6, 6:4           |
| 1985 | Pavel Složil Tomáš Šmíd (2)            | Shlomo Glickstein Shahar Perkiss  | 6:2, 6:3                |
| 1984 | Mark Edmondson Sherwood Stewart        | Jan Gunnarsson Mats Wilander      | 6:2, 6:1                |
| 1983 | Heinz Günthardt (2) Balázs Taróczy (2) | Henri Leconte Yannick Noah        | 6:2, 6:4                |
| 1982 | Peter McNamara Paul McNamee            | Mark Edmondson Sherwood Stewart   | 6:7, 7:6, 6:3           |
| 1981 | Heinz Günthardt (1) Balázs Taróczy (1) | Pavel Složil Tomáš Šmíd           | 6:3, 6:3                |
| 1980 | Paolo Bertolucci Adriano Panatta       | Vitas Gerulaitis John McEnroe     | 6:2, 5:7, 6:4           |
| 1979 | Ilie Năstase (3) Raúl Ramírez          | Víctor Pecci Balázs Taróczy       | 6:3, 6:4                |
| 1978 | Peter Fleming Tomáš Šmíd (1)           | Jaime Fillol Ilie Năstase         | 6:4, 7:5                |
| 1977 | François Jauffret Jan Kodeš            | Wojciech Fibak Tom Okker          | 2:6, 6:3, 6:2           |
| 1976 | Wojciech Fibak Karl Meiler             | Björn Borg Guillermo Vilas        | 7:6, 6:1                |
| 1975 | Bob Hewitt Frew McMillan               | Arthur Ashe Tom Okker             | 6:3, 6:2                |
| 1974 | John Alexander Phil Dent               | Manuel Orantes Tony Roche         | 7:65, 4:6, 7:65, 6:3    |
| 1973 | Juan Gisbert Ilie Năstase (2)          | Georges Goven Patrick Proisy      | 6:2, 6:2, 6:2           |
| 1972 | Patrice Beust Daniel Contet            | Jiří Hřebec František Pála        | 3:6, 6:1, 12:10, 6:2    |
| 1971 | Ilie Năstase (1) Ion Țiriac            | Tom Okker Roger Taylor            | 1:6, 6:3, 6:3, 8:6      |
| 1970 | Marty Riessen Roger Taylor             | Pierre Barthès Nikola Pilić       | 6:3, 6:4, 6:2           |
| 1969 | Owen Davidson John Newcombe            | Pancho Gonzales Dennis Ralston    | 7:5, 11:13, 6:2, 6:1    |
| 1968 | Sergei Lichatschow Alexander Metreweli | Patrice Beust Daniel Contet       | 5:7, 9:7, 6:4, 5:7, 7:5 |